# Fort Douglas
Ne doit pas être confondu avec Fort Douglas (Utah).
Fort Douglas était le fort de la colonie de la rivière Rouge fondée par Lord Selkirk et un fort associé à la Compagnie de la Baie d'Hudson. Il était situé près de la Red River of the North auprès d'un lieu qui abrite la ville actuelle de Winnipeg (Manitoba). Le fort a été construit par des colons écossais à partir de 1813. 